# Diego Godín
Diego Roberto Godín Leal vagy egyszerűen Diego Godín (Rosario, Uruguay, 1986. február 16.) visszavonult
uruguayi labdarúgó, hátvéd.

## Pályafutása
Godín 2003-ban, a Cerróban kezdte profi pályafutását, 2006-ban, 20 évesen Uruguay egyik legerősebb csapatához, a Nacional Montevideohoz igazolt. Érettsége és jó vezetői képességei miatt hamar megkapta a csapatkapitányi karszalagot.
2007 augusztusában  ötéves  szerződést kötött a spanyol Villarrealal. 2007. október 7-én, az Osasuna ellen szerezte első gólját. Ez mindössze a második meccse volt új csapatában. A szezon végén a második helyen végzett a klub, ez máig a legjobb bajnoki helyezésük.

### Atletico Madrid
2010. augusztus 4-én igazolt a kisebbik madridi klubhoz, miután az előző szezonban 36 meccsen három gólt szerzett. Első mérkőzését augusztus 27-én játszotta, az Internazionale elleni győztes UEFA-szuperkupa meccsen. 2013. augusztus 1-én új szerződést kötött, ami 2018-ig szól.  2014. május 17-én gólt szerzett a bajnokság utolsó fordulójában a FC Barcelona ellen(1-1),hozzásegítve csapatát a bajnoki címhez, ami 1996 óta az első volt. Egy hét múlva a Real Madrid elleni UEFA-bajnokok ligája döntőben is eredményes volt.(1-4)

### Atlético Mineiro
2022. január 12-én egy évre aláírt a brazil CA Mineiro csapatához. Február 6-án debütált a Minas Gerais állami bajnokságban a Patrocinense ellen. 2022. június 20-án bejelentette, hogy távozik miután nem sikerült kezdőjátékossá válnia.

### Vélez Sarsfield
2022. június 21-én az argentin Vélez Sarsfield másfél évre szerződtette.
2023. július 30-án bejelentette visszavonulását.
Porongos
Fél évvel visszavonulása után leigazolta a Porongos.

## Válogatott
Godín 2005-ben, 19 évesen, egy Mexikó elleni barátságos meccsen debütált az uruguayi válogatottban. Részt vett a 2007-es Copa Américán és a 2010-es világbajnokságon. A 2011-es Copa America győztes csapatnak is a tagja volt. Részt vett a 2013-as Konföderációs kupán, és Oscar Tabárez őt tette meg csapatkapitánynak a 2014-es brazíliai világbajnokságon és a 2015-ös chilei Copa Americán is.

### Sikerei, díjai
- Spanyol bajnok: 2013-14
- Copa del Rey: 2012-13
- Spanyol szuperkupa: 2014
- UEFA-szuperkupa: 2010,2012
- Európa-liga: 2011–12, 2017–18
- UEFA-bajnokok ligája döntős: 2013-14, 2015-16
- Copa America győztes: 2011

## Játékos statisztikái

### Klubcsapatokban
Legutóbb frissítve: 2020. július 28-án lett.
| Klub            | Szezon         | Bajnokság        | Bajnokság | Bajnokság | Kupa  | Kupa | Nemzetközi | Nemzetközi | Egyéb | Egyéb | Összesen | Összesen |
| Klub            | Szezon         | Divízió          | Mérk.     | Gól       | Mérk. | Gól  | Mérk.      | Gól        | Mérk. | Gól   | Mérk.    | Gól      |
| --------------- | -------------- | ---------------- | --------- | --------- | ----- | ---- | ---------- | ---------- | ----- | ----- | -------- | -------- |
| Cerro           | 2003           | Primera División | 2         | 0         | 0     | 0    | —          | —          | —     | —     | 2        | 0        |
| Cerro           | 2004           | Primera División | 14        | 0         | 1     | 0    | —          | —          | —     | —     | 15       | 0        |
| Cerro           | 2005           | Primera División | 17        | 1         | 0     | 0    | —          | —          | —     | —     | 17       | 1        |
| Cerro           | 2005–06        | Primera División | 30        | 5         | 0     | 0    | —          | —          | —     | —     | 30       | 5        |
| Cerro           | Összesen       | Összesen         | 63        | 6         | 1     | 0    | —          | —          | —     | —     | 64       | 6        |
| Nacional        | 2006–07        | Primera División | 26        | 0         | 4     | 0    | 16         | 2          | —     | —     | 46       | 2        |
| Nacional        | Összesen       | Összesen         | 26        | 0         | 4     | 0    | 16         | 2          | —     | —     | 46       | 2        |
| Villarreal      | 2007–08        | La Liga          | 24        | 1         | 3     | 0    | 7          | 0          | —     | —     | 34       | 1        |
| Villarreal      | 2008–09        | La Liga          | 31        | 0         | 0     | 0    | 7          | 0          | —     | —     | 38       | 0        |
| Villarreal      | 2009–10        | La Liga          | 36        | 3         | 2     | 0    | 6          | 0          | —     | —     | 44       | 3        |
| Villarreal      | Összesen       | Összesen         | 91        | 4         | 5     | 0    | 20         | 0          | —     | —     | 116      | 4        |
| Atlético Madrid | 2010–11        | La Liga          | 25        | 0         | 1     | 1    | 3          | 1          | 1     | 0     | 30       | 2        |
| Atlético Madrid | 2011–12        | La Liga          | 27        | 2         | 1     | 0    | 13         | 1          | —     | —     | 41       | 3        |
| Atlético Madrid | 2012–13        | La Liga          | 35        | 1         | 5     | 0    | 1          | 0          | 1     | 0     | 42       | 1        |
| Atlético Madrid | 2013–14        | La Liga          | 34        | 4         | 5     | 2    | 10         | 2          | 2     | 0     | 51       | 8        |
| Atlético Madrid | 2014–15        | La Liga          | 34        | 3         | 3     | 0    | 9          | 1          | 2     | 0     | 48       | 4        |
| Atlético Madrid | 2015–16        | La Liga          | 31        | 1         | 3     | 0    | 12         | 0          | —     | —     | 46       | 1        |
| Atlético Madrid | 2016–17        | La Liga          | 31        | 3         | 5     | 0    | 11         | 0          | —     | —     | 47       | 3        |
| Atlético Madrid | 2017–18        | La Liga          | 30        | 0         | 3     | 1    | 12         | 0          | —     | —     | 45       | 1        |
| Atlético Madrid | 2018–19        | La Liga          | 30        | 3         | 2     | 0    | 6          | 1          | 1     | 0     | 39       | 5        |
| Atlético Madrid | Összesen       | Összesen         | 277       | 17        | 28    | 4    | 77         | 6          | 7     | 0     | 389      | 27       |
| Internazionale  | 2019–20        | Serie A          | 22        | 1         | 2     | 0    | 7          | 0          | —     | —     | 31       | 1        |
| Teljes karrier  | Teljes karrier | Teljes karrier   | 479       | 28        | 40    | 4    | 120        | 8          | 7     | 0     | 646      | 40       |

### A válogatottban
Legutóbb frissítve: 2019. november 18-án lett
| Uruguay  | Uruguay | Uruguay |
| Év       | Mérk.   | Gól     |
| -------- | ------- | ------- |
| 2005     | 1       | 0       |
| 2006     | 9       | 3       |
| 2007     | 8       | 0       |
| 2008     | 9       | 0       |
| 2009     | 9       | 0       |
| 2010     | 7       | 0       |
| 2011     | 9       | 0       |
| 2012     | 9       | 0       |
| 2013     | 14      | 0       |
| 2014     | 11      | 1       |
| 2015     | 11      | 3       |
| 2016     | 9       | 1       |
| 2017     | 7       | 0       |
| 2018     | 11      | 0       |
| 2019     | 11      | 0       |
| Összesen | 135     | 8       |

#### Góljai a válogatottban
| #  | Dátum               | Helyszín                                                  | Ellenfél              | Gól | Végeredmény | Verseny                          |
| -- | ------------------- | --------------------------------------------------------- | --------------------- | --- | ----------- | -------------------------------- |
| 1. | 2006. május 27.     | Crvena zvezda Stadion, Belgrád, Szerbia                   | Szerbia és Montenegró | 1–1 | 1–1         | Barátságos mérkőzés              |
| 2. | 2006. augusztus 16. | Alexandriai stadion, Alexandria, Egyiptom                 | Egyiptom              | 1–0 | 2–0         | Barátságos mérkőzés              |
| 3. | 2006. október 18.   | Centenario, Montevideo, Uruguay                           | Venezuela             | 1–0 | 4–0         | Barátságos mérkőzés              |
| 4. | 2014. június 24.    | Arena das Dunas, Natal, Brazília                          | Olaszország           | 1–0 | 1–0         | 2014-es világbajnokság           |
| 5. | 2015. október 8.    | Hernando Siles, La Paz, Bolívia                           | Bolívia               | 1–0 | 2–0         | 2018-as világbajnokság-selejtező |
| 6. | 2015. október 13.   | Centenario, Montevideo, Uruguay                           | Kolumbia              | 1–0 | 3–0         | 2018-as világbajnokság-selejtező |
| 7. | 2015. november 17.  | Centenario, Montevideo, Uruguay                           | Chile                 | 1–0 | 3–0         | 2018-as világbajnokság-selejtező |
| 8. | 2016. június 5.     | University of Phoenix Stadium, Glendale, Egyesült Államok | Mexikó                | 1–1 | 1–3         | Copa América Centenario          |

## Külső hivatkozások
- Diego Godín adatlapja a National-Football-Teams.com oldalon (angolul)

- Diego Godín adatlapja a worldfootball.net oldalon (angolul)